# Río Erjas
Río Erjas este o arie protejată (arie specială de conservare — SAC, sit de importanță comunitară — SCI) din Spania întinsă pe o suprafață de 1.457,19 ha, integral pe uscat.

## Localizare
Centrul sitului Río Erjas este situat la coordonatele 40°01′36″N 6°55′06″W / 40.0267°N 6.9183°V.

## Înființare
Situl Río Erjas a fost declarat sit de importanță comunitară în decembrie 1997 pentru a proteja 1 specie de plante și 51 de specii de animale. Situl a fost protejat și ca arie specială de conservare în mai 2015.

## Biodiversitate
Situată în ecoregiunea mediteraneană, aria protejată conține 10 habitate naturale: Pseudostepă cu ierburi și specii anuale de Thero-Brachypodietea, Galerii de Salix alba și de Populus alba, Păduri aluvionare cu Alnus glutinosa și Fraxinus excelsior (Alno-Padion, Alnion incanae, Salicion albae), Păduri termofile cu Fraxinus angustifolia, Păduri de Quercus ilex și Quercus rotundifolia, Lande oro-mediteraneene cu formațiuni endemice de grozamă, Pajiști uscate europene, Tufărișuri termo-mediteraneene și de pre-deșert, Galerii și tufărișuri riverane sudice (Nerio-Tamaricetea și Securinegion tinctoriae), Dehesas cu Quercus spp. perene.
La baza desemnării sitului se află mai multe specii protejate:
- plante (1): Narcissus pseudonarcissus subsp. nobilis
- păsări (33): rață mare (Anas platyrhynchos), fâsă de luncă (Anthus pratensis), lăstunul mare (Apus apus), stârc cenușiu (Ardea cinerea), Bubulcus ibis, scatiu (Carduelis spinus), barză albă (Ciconia ciconia), porumbel gulerat (Columba palumbus), cuc (Cuculus canorus), lăstun de casă (Delichon urbica), măcăleandru (Erithacus rubecula), acvilă pitică (Hieraaetus pennatus), Hippolais polyglotta, rândunică roșcată (Hirundo daurica), rândunică (Hirundo rustica), capîntortură (Jynx torquilla), sfrâncioc cu cap roșu (Lanius senator), ciocârlie de pădure (Lullula arborea), privighetoare (Luscinia megarhynchos), prigoare (Merops apiaster), gaia neagră (Milvus migrans), gaia roșie (Milvus milvus), codobatură galbenă (Motacilla alba), codobatură de munte (Motacilla cinerea), muscar sur (Muscicapa striata), grangur (Oriolus oriolus), codroș de munte (Phoenicurus ochruros), pitulice de munte (Phylloscopus collybita), turturică (Streptopelia turtur), silvie cu cap negru (Sylvia atricapilla), silvie roșcată (Sylvia cantillans), sturz-cântător (Turdus philomelos), pupăză (Upupa epops)
- amfibieni (1): Discoglossus galganoi
- mamifere (4): lupul (Canis lupus), vidră de râu (Lutra lutra), râs iberic (Lynx pardinus), Microtus cabrerae
- nevertebrate (3): fluturele auriu (Euphydryas aurinia), Gomphus graslinii, Oxygastra curtisii
- pești (8): Cobitis paludica, Cobitis vettonica, Lampetra fluviatilis, Luciobarbus comizo, Petromyzon marinus, Pseudochondrostoma polylepis, Rutilus alburnoides, Rutilus lemmingii
- reptile (2): Lacerta schreiberi, Mauremys leprosa

Pe lângă speciile protejate, pe teritoriul sitului au mai fost identificate 4 specii de plante, 1 specie de păsări, 12 specii de amfibieni, 18 specii de mamifere, 2 specii de nevertebrate, 7 specii de pești, 13 specii de reptile.